# Sampaoloni

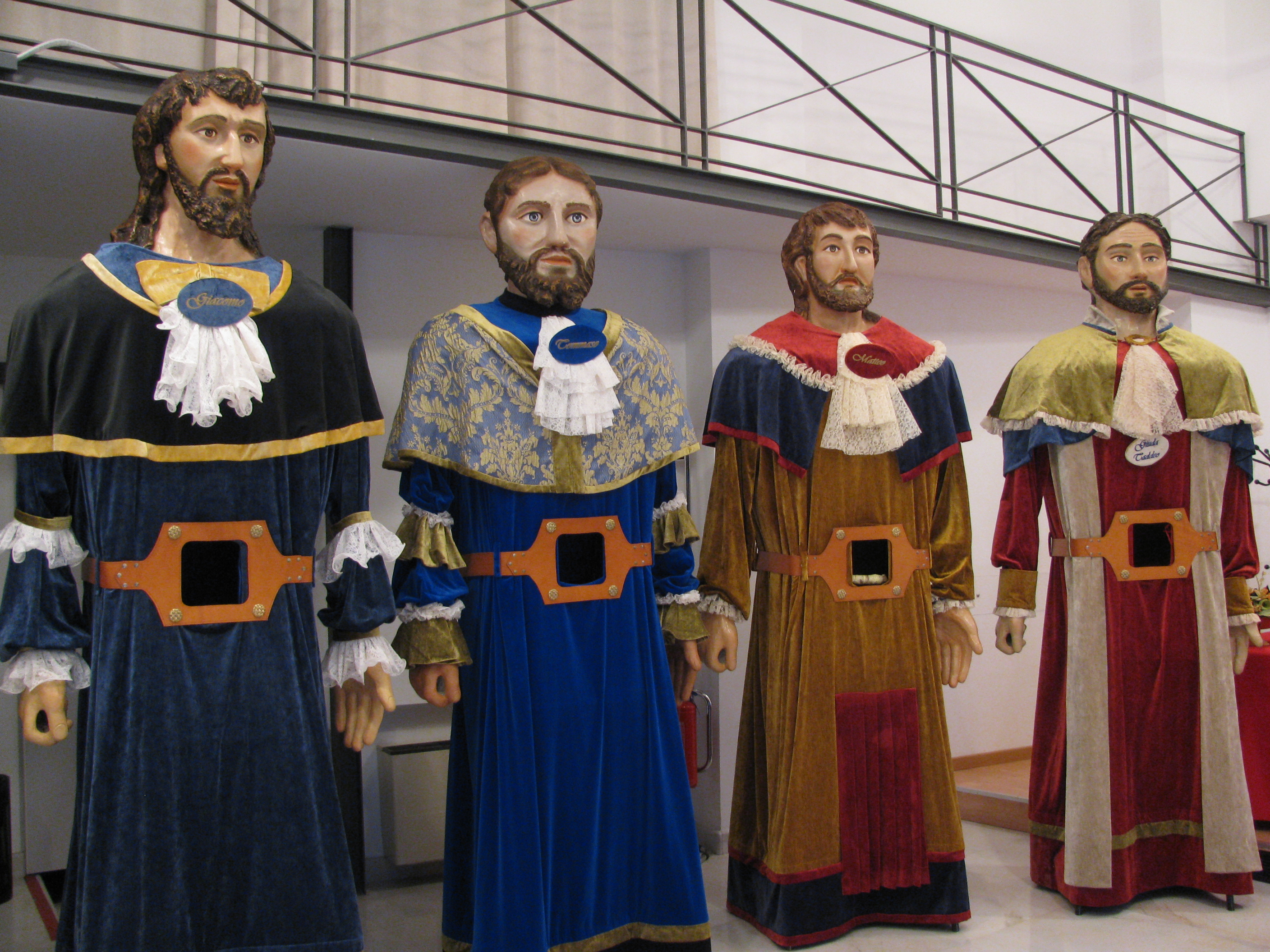
Apostoli Giacomo, Tommaso, Matteo, Giuda Taddeo

I Sampaoloni (in dialetto sancataldese "Sampauluna") sono giganti processionali di cartapesta che raffigurano gli undici apostoli (non è presente Giuda). Danno vita al tradizionale incontro di Gesù Risorto con la Madonna e la Maddalena che si svolge la domenica di Pasqua a San Cataldo, in provincia di Caltanissetta.

## Storia
L'origine dei Sampaoloni viene fatta risalire intorno al 1700, anche se manifestazioni con persone che rappresentavano gli apostoli erano già esistenti. L'obiettivo di queste manifestazioni, organizzate dai Padri Mercedari, era la catechesi popolare. 
La denominazione di “Sampaoloni” data alle statue deriva da san Paolo e la loro imponenza esalta la grandiosità spirituale e morale degli apostoli. 
Le statue derivano dai giganti processionali dell'antica tradizione spagnola, ancora oggi presenti in molte zone della Spagna e usati in occasione di varie festività, come a Tarragona per la festa di Santa Tecla.
Grazie alle relazioni politiche e commerciali esistite tra la Spagna e la Sicilia, la tradizione dei giganti processionali si è diffusa anche in Sicilia ed oggi è legata al culto della Vergine, come nel caso dei giganti Mata e Grifone della festa dell'Assunta a Messina e dei giganti Kronos e Mytia della festa della Madonna della luce di Mistretta. Nei casi dei santoni di Aidone, dei santoni di Barrafranca, Aragona, Caltagirone, e dei Sampaoloni di San Cataldo, le statue rappresentano gli apostoli e sono protagoniste delle rappresentazioni della domenica di Pasqua.

## Descrizione

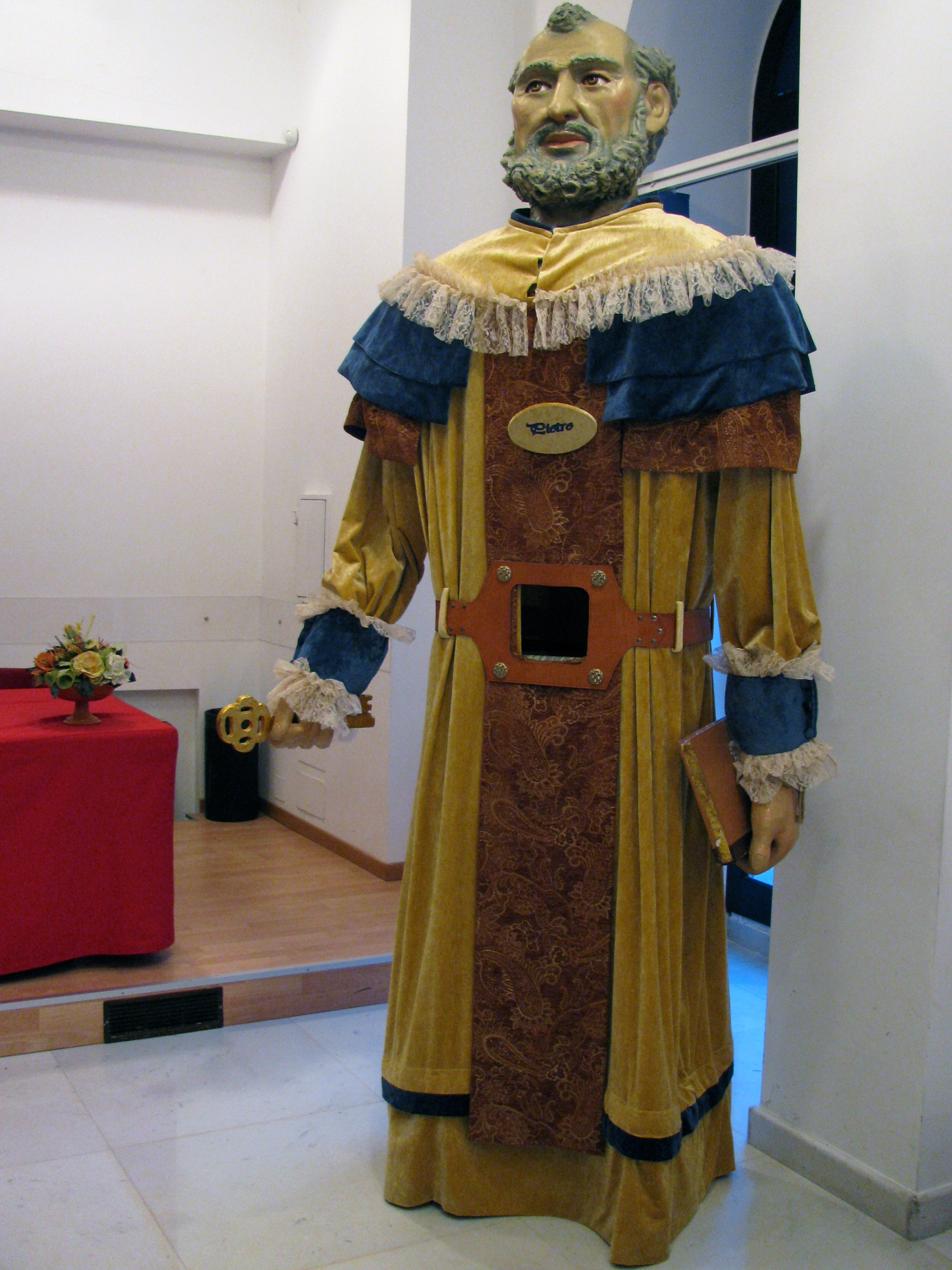
Apostolo Pietro con la chiave del Regno dei Cieli e le Lettere di Pietro

I Sampaoloni sono alti tre metri e costituiti da una struttura fatta da un'intelaiatura di ferro. La testa e gli arti superiori vengono attaccati al busto che è la struttura portante della statua, la quale viene sostenuta da un portatore. Dei portatori sono visibili solo gli occhi, grazie ai fori che permettono loro di guardare all'esterno, e le gambe, che animano la statua. All'esterno le statue sono rivestite con tuniche di diverso colore, decorate con merletti e mantelle che ricordano la sfarzosità spagnola, e ciascuna statua porta al petto una targa con il nome dell'Apostolo.

## Tradizionale 'Ncuntrudei Sampaoloni con Gesù Risorto
L'incontro si svolge nel pomeriggio della domenica di Pasqua e chiude la serie di rappresentazioni religiose della Settimana Santa sancataldese. La manifestazione ha luogo lungo la via Vittorio Emanuele, tra la chiesa di santa Maria delle Grazie e la cappella del Cristo Resuscitato, che funge da Sepolcro. La statua della Maddalena, che secondo la credenza popolare sarebbe venuta a conoscenza della sparizione del corpo di Cristo prima della Madonna, portata a spalle da giovani, si avvia verso il Sepolcro. Trovandolo vuoto, torna a dare la notizia alla Madonna e ai Sampaoloni e si reca al Sepolcro altre tre volte. Sono San Giovanni e San Pietro a recarsi con lei la seconda volta, mentre solo la terza volta è la Madonna ad accompagnarla. Infine, i Sampaoloni insieme alla Madonna e alla Maddalena compiono di nuovo il percorso per giungere questa volta ad incontrare la statua del Cristo Risorto che appare da una stradina laterale. San Tommaso, rimasto indietro per la sua incredulità, viene raggiunto dal Cristo Risorto, dai Sampaoloni, dalla Maddalena e dalla Madonna nella processione finale che viene accompagnata dalla banda del paese.
La manifestazione attuale dei Sampaoloni è meno articolata rispetto a quella che si svolgeva in passato, che durava più giorni. Oggi i Sampaoloni sfilano per il centro cittadino, la mattina della domenica di Pasqua, annunciando la Risurrezione di Cristo, e nel pomeriggio sono protagonisti dell'incontro con Gesù Risorto.

## Conservazione
I Sampaoloni sono stati recentemente restaurati dall'associazione culturale “Giuseppe Amico Medico”, che li custodisce nella sede dell'associazione e si occupa anche della loro valorizzazione.